# Michail Morozov

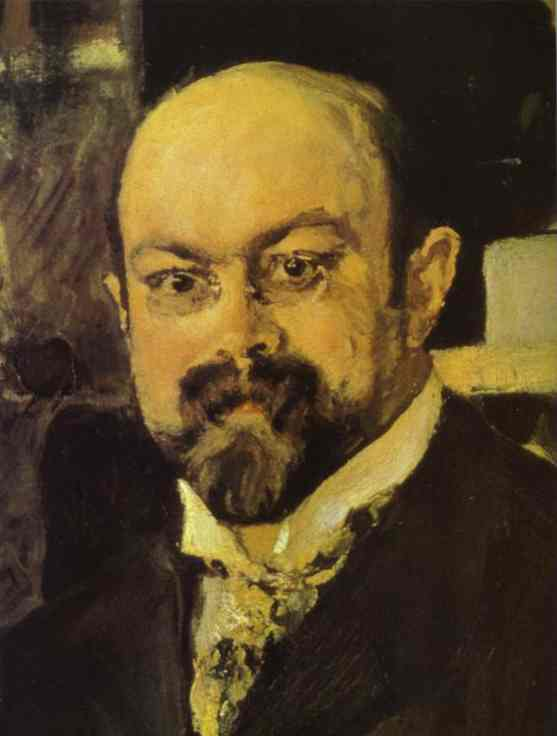
Detail van een portret van Michail Morozov, door Valentin Serov in de Tretjakovgalerij in Moskou.

Michail Abramovitsj Morozov (Russisch: Михаил Абрамович Морозов) (Moskou, 7/19 augustus 1870 - aldaar, 12/24 oktober 1903) was een Russisch ondernemer en kunstverzamelaar.
Morozov werd geboren in een familie van zakenlui in de textiel. Hij reisde door geheel Europa en bezocht ook Afrika. Regelmatig kwam hij terug met kunst uit Europa. Aan het begin van de twintigste eeuw was hij de trotse eigenaar van 83 schilderijen van Russische en West-Europese kunstenaars; onder meer Maurice Denis, Claude Monet, Pierre-Auguste Renoir en Vincent van Gogh.
Hij maakte zijn broer Ivan Morozov en zakenman en kunstverzamelaar Sergej Sjtsjoekin hierop attent.
Bij zijn vroege overlijden in 1903 liet hij 60 schilderijen na aan de Tretjakovgalerij in Moskou.